# Cerceis carinata
Cerceis carinata är en kräftdjursart som beskrevs av Peter W. Glynn 1970. Cerceis carinata ingår i släktet Cerceis och familjen klotkräftor. Inga underarter finns listade i Catalogue of Life.